# کاتزاگو براببیا
کاتزاگو براببیا (به ایتالیایی: Cazzago Brabbia) یک کومونه در ایتالیا است که در استان وارزه واقع شده‌است.

## خصوصیات
کاتزاگو براببیا ۳ کیلومترمربع مساحت و ۸۲۷ نفر جمعیت دارد و ۲۶۵ متر بالاتر از سطح دریا واقع شده‌است.